# Cussac (Cantal)
Pour les articles homonymes, voir Cussac.
Cussac est une commune française située dans le département du Cantal en région Auvergne-Rhône-Alpes.

## Géographie
La commune de Cussac, traversée par le 45e parallèle nord, est de ce fait située à égale distance du pôle Nord et de l'équateur terrestre (environ 5 000 km).
Commune du Massif central sur le ruisseau des Ternes, à 1 070 m d'altitude, sur la planèze de Saint-Flour.
La station de sports d'hiver et d'été de Prat de Bouc se trouve à environ, 15 kilomètres de Cussac.

### Communes limitrophes
Les communes limitrophes sont Cézens, Paulhac, Les Ternes et Neuvéglise-sur-Truyère.
| Paulhac |                                  | Les Ternes                          |
| Cézens  | Cussac                           |                                     |
|         | Neuvéglise-sur-Truyère (Oradour) | Neuvéglise-sur-Truyère (Neuvéglise) |

### Climat
Pour des articles plus généraux, voir Climat d'Auvergne-Rhône-Alpes et Climat du Cantal.
En 2010, le climat de la commune est de type climat océanique altéré, selon une étude du CNRS s'appuyant sur une série de données couvrant la période 1971-2000. En 2020, Météo-France publie une typologie des climats de la France métropolitaine dans laquelle la commune est exposée à un climat de montagne ou de marges de montagne et est dans la région climatique  Ouest et nord-ouest du Massif Central, caractérisée par une pluviométrie annuelle de 900 à 1 500 mm, maximale en automne et en hiver. 
Pour la période 1971-2000, la température annuelle moyenne est de 7,5 °C, avec une amplitude thermique annuelle de 15,4 °C. Le cumul annuel moyen de précipitations est de 931 mm, avec 11,1 jours de précipitations en janvier et 7,1 jours en juillet. Pour la période 1991-2020, la température moyenne annuelle observée sur la station météorologique de Météo-France la plus proche, sur la commune de Valuéjols à 8 km à vol d'oiseau, est de 8,7 °C et le cumul annuel moyen de précipitations est de 892,1 mm,. Pour l'avenir, les paramètres climatiques de la commune estimés pour 2050 selon différents scénarios d'émission de gaz à effet de serre sont consultables sur un site dédié publié par Météo-France en novembre 2022.

## Urbanisme

### Typologie
Au 1er janvier 2024, Cussac est catégorisée commune rurale à habitat dispersé, selon la nouvelle grille communale de densité à 7 niveaux définie par l'Insee en 2022.
Elle est située hors unité urbaine. Par ailleurs la commune fait partie de l'aire d'attraction de Saint-Flour, dont elle est une commune de la couronne,. Cette aire, qui regroupe 36 communes, est catégorisée dans les aires de moins de 50 000 habitants,.

### Occupation des sols
L'occupation des sols de la commune, telle qu'elle ressort de la base de données européenne d’occupation biophysique des sols Corine Land Cover (CLC), est marquée par l'importance des territoires agricoles (81,5 % en 2018), une proportion sensiblement équivalente à celle de 1990 (82,2 %). La répartition détaillée en 2018 est la suivante : prairies (50,5 %), zones agricoles hétérogènes (31 %), zones humides intérieures (8,7 %), forêts (8 %), zones urbanisées (1,9 %). L'évolution de l’occupation des sols de la commune et de ses infrastructures peut être observée sur les différentes représentations cartographiques du territoire : la carte de Cassini (XVIIIe siècle), la carte d'état-major (1820-1866) et les cartes ou photos aériennes de l'IGN pour la période actuelle (1950 à aujourd'hui).

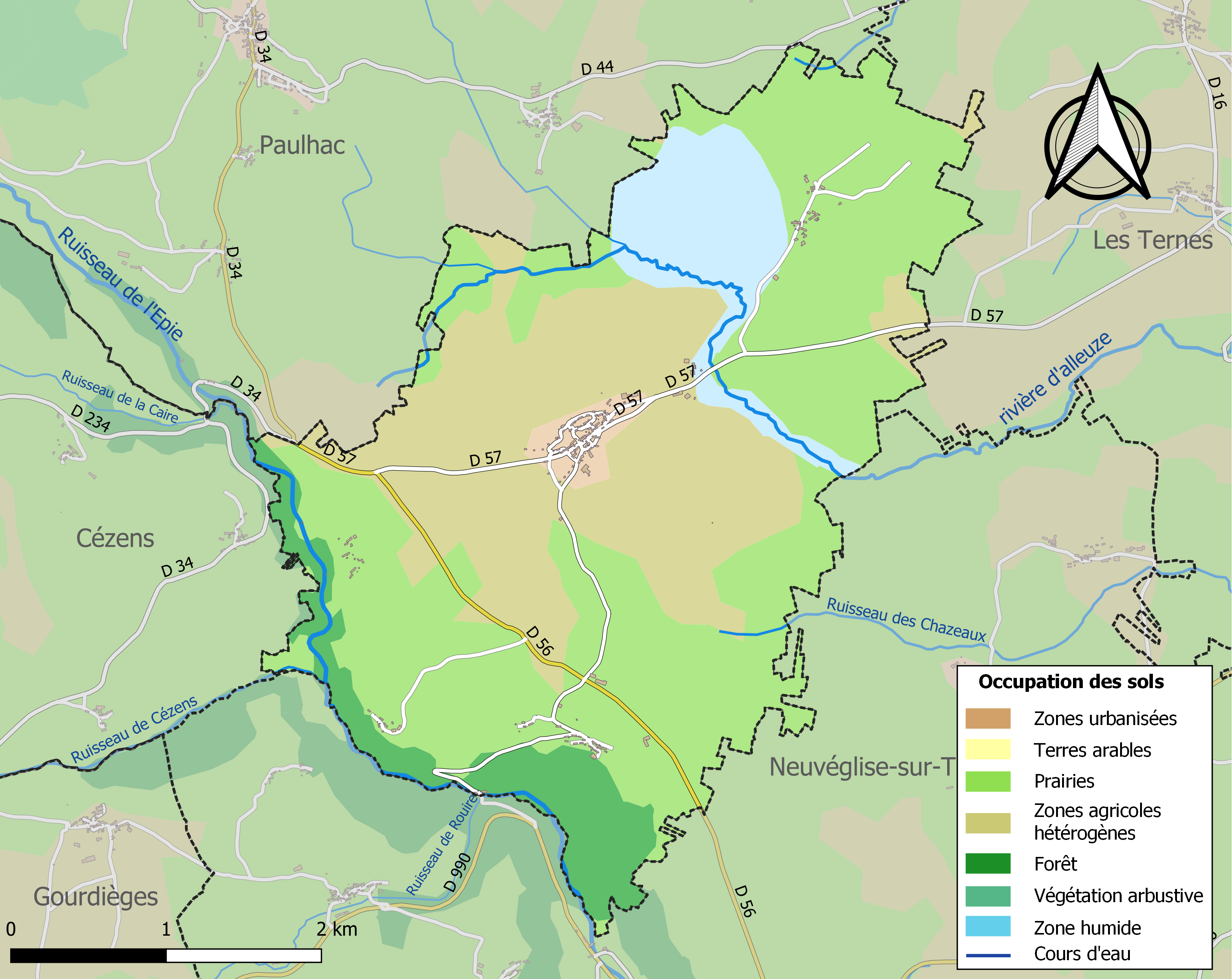
Carte des infrastructures et de l'occupation des sols de la commune en 2018 (CLC).

### Habitat et logement
En 2018, le nombre total de logements dans la commune était de 107, alors qu'il était de 103 en 2013 et de 95 en 2008.
Parmi ces logements, 56,7 % étaient des résidences principales, 34,4 % des résidences secondaires et 8,8 % des logements vacants. Ces logements étaient pour 95,4 % d'entre eux des maisons individuelles et pour 4,6 % des appartements.
Le tableau ci-dessous présente la typologie des logements à Cussac en 2018 en comparaison avec celle du Cantal et de la France entière. Une caractéristique marquante du parc de logements est ainsi une proportion de résidences secondaires et logements occasionnels (34,4 %) supérieure à celle du département (20,4 %) et à celle de la France entière (9,7 %). Concernant le statut d'occupation de ces logements, 94,9 % des habitants de la commune sont propriétaires de leur logement (96,8 % en 2013), contre 70,4 % pour le Cantal et 57,5 pour la France entière.
| Typologie                                               | Cussac | Cantal | France entière |
| ------------------------------------------------------- | ------ | ------ | -------------- |
| Résidences principales (en %)                           | 56,7   | 67,7   | 82,1           |
| Résidences secondaires et logements occasionnels (en %) | 34,4   | 20,4   | 9,7            |
| Logements vacants (en %)                                | 8,8    | 11,9   | 8,2            |

## Politique et administration
| Période                                  | Période                    | Identité         | Étiquette | Qualité                    |
| ---------------------------------------- | -------------------------- | ---------------- | --------- | -------------------------- |
| mars 2001                                | mars 2008                  | Jean-Pierre Brun |           |                            |
| mars 2008                                | En cours (au 14 août 2020) | Guy Michaud (d)  | DVG       | Retraité de l'enseignement |
| Les données manquantes sont à compléter. |                            |                  |           |                            |

## Démographie
L'évolution du nombre d'habitants est connue à travers les recensements de la population effectués dans la commune depuis 1793. Pour les communes de moins de 10 000 habitants, une enquête de recensement portant sur toute la population est réalisée tous les cinq ans, les populations de référence des années intermédiaires étant quant à elles estimées par interpolation ou extrapolation. Pour la commune, le premier recensement exhaustif entrant dans le cadre du nouveau dispositif a été réalisé en 2004.

En 2022, la commune comptait 120 habitants, en évolution de −7,69 % par rapport à 2016 (Cantal : −1,08 %, France hors Mayotte : +2,11 %).
| 1793 | 1800 | 1806 | 1821 | 1831 | 1836 | 1841 | 1846 | 1851 |
| ---- | ---- | ---- | ---- | ---- | ---- | ---- | ---- | ---- |
| 667  | 691  | 705  | 678  | 727  | 670  | 694  | 683  | 547  |

| 1856 | 1861 | 1866 | 1872 | 1876 | 1881 | 1886 | 1891 | 1896 |
| ---- | ---- | ---- | ---- | ---- | ---- | ---- | ---- | ---- |
| 544  | 467  | 439  | 425  | 520  | 529  | 504  | 446  | 440  |

| 1901 | 1906 | 1911 | 1921 | 1926 | 1931 | 1936 | 1946 | 1954 |
| ---- | ---- | ---- | ---- | ---- | ---- | ---- | ---- | ---- |
| 431  | 425  | 356  | 313  | 308  | 308  | 277  | 264  | 285  |

| 1962 | 1968 | 1975 | 1982 | 1990 | 1999 | 2004 | 2006 | 2009 |
| ---- | ---- | ---- | ---- | ---- | ---- | ---- | ---- | ---- |
| 282  | 236  | 203  | 175  | 160  | 135  | 123  | 116  | 136  |

| 2014 | 2019 | 2022 | - | - | - | - | - | - |
| ---- | ---- | ---- | - | - | - | - | - | - |
| 132  | 121  | 120  | - | - | - | - | - | - |

## Culture locale et patrimoine

### Lieux et monuments
- Église Saint-Amand[16].
- Narse de Lascols.

Elle doit son origine au barrage créé par l'épanchement d'une coulée basaltique et constitue actuellement une tourbière dont le rôle dans l'équilibre écologique régional et l'intérêt biologique sont indéniables. Ce marécage se compose de deux parties essentielles : la première correspond à la zone inondée (côté route et village). Le plan d'eau est surtout visible au printemps (avril - mai). La hauteur d'eau est de 1 mètre au maximum à cette époque. L'été, la végétation, composée de joncs et de carex, étouffe totalement l'eau libre profonde de 50 cm environ. La deuxième partie comprend toute la lande située en direction de Cussac. De nombreuses mares de 100 m2 chacune environ, ponctuent cette lande composée de molinie et de bruyère herbacée.
La narse de Lascols constitue un régulateur hydrologique important, captant à la fonte des neiges une énorme quantité d'eau grâce à la tourbe et aux sphaignes, eau qu'elle restitue régulièrement pendant la saison sèche. C'est aussi et surtout un réservoir biologique de qualité : dans l'eau, une vie intense se développe : grenouilles, poissons, libellules, phryganes, plancton, tous ces éléments servant de nourriture à de nombreux animaux : canards colvert, pilets, souchets, sarcelles d'été, d'hiver, poules d'eau, bécassines, râles, pluviers, courlis cendrés, vanneaux, busard Saint-Martin, goélands, mouettes, milans royaux, hérons, aigrettes, butors et renards, putois, hermines qui tous, ou presque, se reproduisent dans le périmètre même du marais. De plus, ce marais constitue une zone de transit unique dans tout le Massif central pour une foule d'oiseaux aquatiques migrateurs. Source « Découverte d'une région naturelle : la Planèze – Cantal » fascicule réalisé par La Maison des Volcans (Centre Permanent d'Initiative à l'Environnement) d'Aurillac en 1979.
Et enfin, il constitue aussi une richesse floristique incroyable. On peut y dénombrer plus d'une centaine de fleurs, uniquement du mois de mars au mois de juin. Depuis 30 ans, le marais de Lascols s'assèche irrémédiablement et cet état de chose entraîne la disparition de sa faune et de sa flore.

### Personnalités liées à la commune
- Jean Sagette (1907-1974), député, est né à Cussac.
- Le 29 août 1967, deux jeunes frère et sœur - François, 13 ans et Anne-Marie, 9 ans - auraient fait l'expérience de ce que l'on appelle aujourd'hui la rencontre de Cussac. Il s'agirait d'une rencontre du 3e type avec un OVNI et ses occupants. L'affaire n'a jamais pu être expliquée.